# Expediciones romanas al África subsahariana

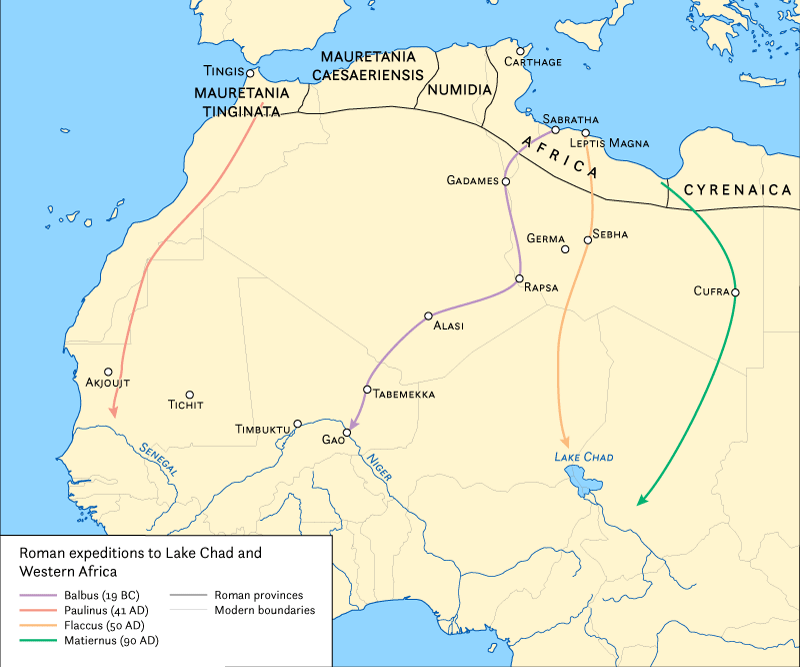
Mapa que muestra las principales expediciones romanas en África subsahariana y África occidental

Las expediciones romanas en África subsahariana hacen referencia a un grupo de expediciones y exploraciones en la época del Imperio romano en dirección al lago Chad y África Occidental. Estas expediciones fueron realizadas por grupos de soldados y comerciantes romanos que se desplazaron tanto por el desierto del Sahara como por el interior de las tierras africanas y por sus costas. Tuvieron lugar entre los siglos I y IV d. C. La principal motivación de las expediciones fue asegurar las fuentes de oro y de especias.

## Características
Los romanos organizaron expediciones para atravesar el Sahara, a lo largo de cinco rutas principales diferentes:
- A través del Sáhara Occidental, hasta el río Níger, cerca de Tombuctú.
- A través del macizo de Tibesti, hasta el lago Chad y la actual Nigeria.
- A lo largo del Nilo desde el valle a través de Egipto, hacia el Gran Valle del Rift.
- A lo largo de la costa occidental de África, hacia el río Senegal.
- A lo largo de la costa del mar Rojo, en dirección del Cuerno de África, y posiblemente la actual Zanzíbar.

Todas estas expediciones fueron apoyadas por los legionarios y tuvieron sobre todo una finalidad comercial. Sólo la encabezada por el emperador Nerón parecía ser una preparación para la conquista de Etiopía o de Nubia; en el año 62, dos legionarios exploraron las fuentes del Nilo.
Uno de los principales propósitos de la exploración era localizar y obtener oro, utilizando caballos y bueyes para transportarlo por tierra a las provincias romanas de la costa mediterránea.
Las exploraciones cercanas a las costas las llevaron a cabo barcos romanos y estuvieron profundamente ligadas al comercio de ultramar.

## Principales exploraciones
Los romanos realizaron cinco exploraciones principales: dos en el Sáhara occidental, dos en el Sáhara central y una en la región del lago Chad.

### Expediciones del Sáhara occidental
En el Sáhara occidental hubo dos expediciones romanas, justo al sur de las montañas del Atlas:

#### Expedición de Cornelio Balbo
La primera expedición que realizaron los romanos en el Sahara —según Plinio— fue la de Lucio Cornelio Balbo el Menor, quien en el año 19 a. C. probablemente llegó al río Níger cerca de Tombuctú. Partió de Sabratha en Tripolitania y conquistó, con diez mil legionarios, la capital de los garamantes en el Fezzan y envió un pequeño grupo de sus legionarios más al sur a través del Ahaggar para explorar la «tierra de los leones»: descubrieron un enorme río (el Níger) que creían que se dirigía hacia el Nilo. De hecho, en 1955, se encontraron muchas monedas romanas y cerámicas latinas en la región de Malí.[cita requerida]

#### Expedición de Suetonio Paulino
La segunda expedición fue realizada en el año 41 d. C. por Cayo Suetonio Paulino, un cónsul romano, quien fue el primer romano en liderar un ejército dentro de la cordillera del Atlas. Después de diez días de caminar, llegó a la cima de las montañas cubiertas de nieve y más tarde llegó a un río llamado Gerj. Se adentró entonces en el sur semidesértico de Marruecos y probablemente algunos de sus legionarios se acercaron al río Daras (actual río Draa).
Desde el siglo I d. C. hay evidencias (piezas de moneda, fíbulas) de un comercio romano y de contactos en Akjoujt y Tamkartkart cerca de Tichitt en Mauritania.

### Expediciones al Sáhara central
Las dos principales exploraciones/expediciones en el Sáhara central fueron la de Flaccus y la de  Matiernus.

#### Expedición de Flaccus
Durante el reinado de Augusto, el lago Chad era un lago enorme y se llevaron a cabo dos expediciones romanas con el objetivo de alcanzarlo. Septimius Flaccus y Julius Maternus llegaron al «lago del hipopótamo» (como era llamado por Claudio Ptolomeo el lago Chad). Partieron de la costa trípolitana y pasaron cerca del macizo de Tibesti. Los dos realizaron sus expediciones por el territorio de los garamantes, y consiguieron dejar una pequeña guarnición en el «lago del hipopótamo y el rinoceronte» tras tres meses de viaje por tierras desérticas.
Ptolomeo escribió que en el año 50 Septimius Flaccus hizo su expedición con el objetivo de tomar represalias contra los saqueadores nómadas que atacaban Leptis Magna, y que llegó a Sebha y al territorio de Aozou. Luego llegó a los ríos Bahr Erguig, Chari y Logone en la región del lago Chad, descrito como el «país de los etíopes» (o los hombres de negro) y llamado Agisymba.

#### Expedición de Matiernus
Ptolomeo también escribe que alrededor del año 90 Julius Maternus (o Matiernus) llevó a cabo esencialmente una expedición comercial. Partiendo del golfo de Sirte, llegó al oasis de Kufra y la guelta de Archei, luego llegó, después de cuatro meses de viaje se entrevistó con el rey de los garamantes, y continuó hasta el río Bahr Salamat y el Bahr Aouk, cerca de la actual República Centroafricana, en una región entonces llamada Agisymba. Regresó a Roma con un rinoceronte de dos cuernos, que fue mostrado en el Coliseo.
Según Raffael Joorde, Maternus fue un diplomático que exploró con el rey de los garamantes el territorio al sur del macizo de Tibesti, al mismo tiempo que este rey realizaba una campaña militar contra algunos súbditos rebeldes o por razzias.

### Región del río Níger
Sin embargo, algunos historiadores, como Susan Raven, creen que hubo otra expedición romana al África subsahariana central: la de Valerius Festus, que pudo haber llegado al África ecuatorial a través del río Níger.

#### Expedición de Festus
Plinio escribe que en el año 70 un legado de la Legio III Augusta llamado Valerius Festus reprodujo la expedición de Balbo hacia el río Níger. Se dirigió al este del macizo de Ahaggar y entró en el macizo de Aïr hasta la llanura de Gadoufaoua. Gadoufaoua (palabra tuareg que significa «el lugar donde los camellos tienen miedo de ir») es un sitio en el desierto del Teneré de Níger conocido por sus numerosos cementerios de fósiles de dinosaurios, donde se han encontrado los restos de Sarcosuchus imperator. Festus finalmente llegó al área de la actual Tombuctú. Algunos académicos creen que solo llegó a la región de Ghat en el sur de Libia, cerca de la frontera con el sur de Argelia y de Níger. Sin embargo, es posible que algunos exploradores entre sus legionarios llegaran al río Níger y se adentraran en el bosque ecuatorial en el estuario del río, en la actual Nigeria, como ocurrió con la exploración del Nilo bajo Nerón cuando los centuriones romanos llegaron al lago Victoria.

## Exploraciones marítimas
El rey de Mauritania Juba II, vasallo de los romanos, organizó con éxito una ruta comercial desde la región de Volubilis. Plinio el Viejo, autor y oficial militar romano del siglo I, basándose en los relatos de Juba II afirmó que una expedición romana de Mauritania visitó las islas del archipiélago de las Canarias y Madeira alrededor del año 10 d. C. y que encontró muchas ruinas, pero sin población, solo perros (debido a estos animales llamó a las islas usando la palabra latina canarius  o canis, por el perro).
Según Plinio el Viejo, una expedición de mauritanos enviada por Juba II al archipiélago visitó las islas: cuando el rey Juba II envió un contingente para reabrir una producción de tintes en Mogador (nombre histórico de Esauira, Marruecos) a principios del siglo I d. C., la flota de Juba fue enviada posteriormente a explorar las islas Canarias, Madeira y probablemente las islas de Cabo Verde, utilizando Mogador como base desde la que partir.
Está históricamente constatado que, según Plinio el Viejo, el griego Jenofonte de Lampsacus dijo que las «Gorgadas» (las islas de Cabo Verde) se encontraban a unos dos días de Hesperu Ceras (ahora península de Cabo Verde), la parte más occidental del continente africano, mostrando así un conocimiento de la región por parte de los romanos.
Además, según Plinio el Viejo y vía de su cita de Cayo Julio Solino, el tiempo para navegar el mar desde las Gorgadas (Cabo Verde) hasta las islas de las Damas del Oeste («las Hespérides», actuales Santo Tomé y Príncipe y Fernando Po) era de unos cuarenta días. Este hecho ha llevado a los debates académicos a considerar la posibilidad de que los viajes romanos continuaron hasta Guinea e incluso al golfo de Guinea. Se ha encontrado una moneda romana del emperador Trajano en la República Democrática del Congo.  y se han encontrado otras monedas romanas en Nigeria y Níger, pero también en Guinea, Togo y Ghana. Sin embargo, es mucho más probable que todas esas monedas se introdujeran en una fecha posterior y no como resultado del contacto directo de Roma con la costa occidental. No se ha descubierto ni un solo elemento que se origine indudablemente en África al sur del ecuador en el mundo grecorromano o en la Arabia contemporánea, no hay mención de tal elemento en los escritos; mientras que las monedas son los únicos elementos europeos o árabes antiguos que se han encontrado en las regiones del sur de África.
Además, cabe señalar que el emperador Augusto decidió que también se debería intentar la circunnavegación de África (en el año 1 a. C.). Los romanos tenían dos puestos marítimos en la costa atlántica de África: Sala Colonia, cerca de la actual Rabat y Mogador en el sur de Marruecos (al norte de Agadir). La isla de Mogador floreció gracias a la industria local del tinte púrpura (púrpura de Tyr, muy valorado en la Roma imperial) desde el reinado de Augusto hasta Septimio Severo. Augusto, tras el hallazgo de un naufragio de un buque mercante procedente del sur de Hispania (España) en la región de Yibuti (realizado por su hijo adoptivo Gaius César, cuando navegaba hacia Adén), quiso organizar una expedición desde Egipto a Mogador y Sala alrededor de África, que nunca dio sus frutos.